# 李廷檳
李廷檳（1576年—？年），字啓龍，號晉澄，福建泉州府晉江縣民籍，漳州府海澄縣人，明朝政治人物。

## 生平
辛卯福建鄉試七十五名舉人，萬曆三十八年庚戌科會試二百三十一名，第三甲第一百七十一名進士。戶部觀政，四十年授大理寺評事，四十一年陞寺副，江西恤刑，四十五年陞直隸保定府知府。累官貴州副使，年七十七卒。

## 家族
曾祖李光助；祖李鷟；父李聰，贈文林郎大理評事；母謝氏（贈孺人）。永感下。兄廷彩；廷弼；廷應（庠生）；廷璋（通判）；廷櫆，弟李甫文（壬辰進士、知府）；廷植；甫甲（舉人）；李時啓（丁未進士、户部主事）；李彬（举人）；李應（举人）；李志弘（举人、濮阳知县）、廷柱；廷標；廷榔；廷相；廷楠；廷梓；廷梗；廷榜；廷榕。